# Hoàng Ngân

Hoàng Ngân (1921-1949)

Hoàng Ngân (tên thật Phạm Thị Vân, 1921 – 17 tháng 7 năm 1949), là Bí thư đầu tiên của Trung ương Hội Phụ nữ cứu quốc Việt Nam (nay là Hội Liên hiệp Phụ nữ Việt Nam), đảng viên Đảng Cộng sản Việt Nam, Chủ nhiệm đầu tiên của báo Phụ nữ Việt Nam, một trong những người đi đầu của phong trào phụ nữ Việt Nam.

## Tiểu sử
Hoàng Ngân sinh ra trong một gia đình tiểu thương ở phố Chavassieux (phố Quang Trung ngày nay), quận Hồng Bàng, thành phố Hải Phòng. Cha bà quê gốc tại thôn Vũ Lao Thượng (Tân Thành ngày nay), xã Tân Thịnh, huyện Nam Trực, tỉnh Nam Định, ông tên là ông Phạm Trung Long rời quê hương Nam Định sang Hải Phòng lập nghiệp từ đầu thế kỷ 20.

## Tham gia cách mạng
Hoàng Ngân lớn lên trong lúc phong trào chống Pháp mạnh mẽ, nhất là thời kỳ Mặt trận dân chủ (1936–1939), các phong trào đòi dân sinh dân chủ diễn ra sôi nổi ở Hải Phòng. Ảnh hưởng từ hoạt động của các tổ chức ái hữu, nghiệp đoàn của công nhân học sinh, tiểu thương, trí thức... và sách báo của Đảng cộng sản được lưu hành công khai, bà đã tham gia phong trào cách mạng của thành phố. Bà tích cực tham gia tổ chức Thanh niên dân chủ và rất được tín nhiệm.
Năm 1938, Hoàng Ngân được kết nạp vào Đảng Cộng sản Đông Dương khi mới 17 tuổi. Từ đó, bà đi hoạt động thoát ly gia đình. Bà lãnh trách nhiệm hoạt động xây dựng cơ sở quần chúng và hướng dẫn họ đấu tranh tại nhà máy Tơ, máy Chai, chợ Sắt... Hoàng Ngân trở thành người có tài vận động quần chúng công nhân và nhân dân lao động thành phố Hải Phòng đấu tranh chống thực dân Pháp. Bà được đảm nhiệm việc liên lạc giữa Xứ uỷ Bắc Kỳ với Trung ương Đảng và là một trong những cán bộ chủ chốt của Đảng bộ Hải Phòng.

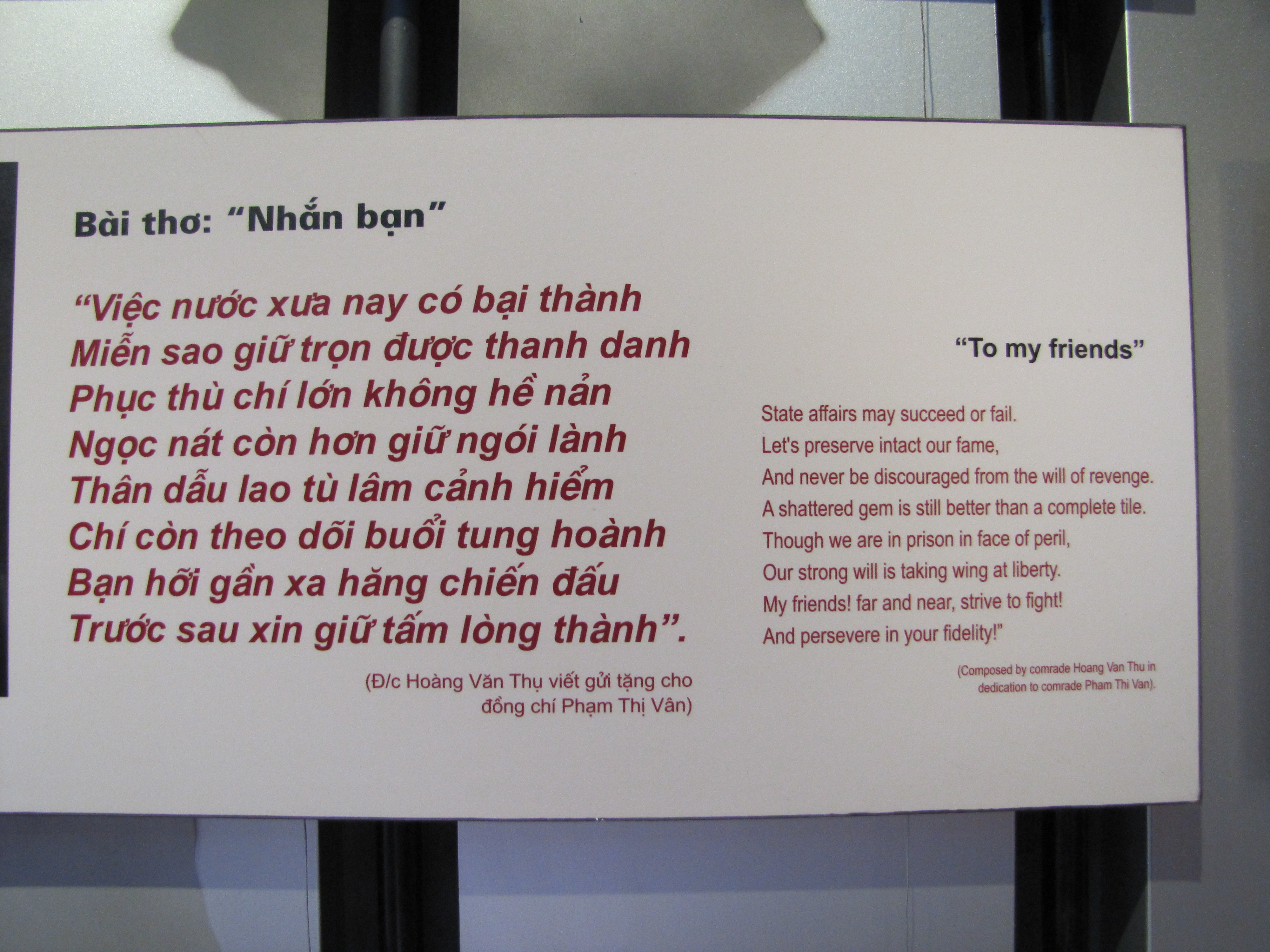
Bài thơ "Nhắn bạn" do Hoàng Văn Thụ viết tặng Phạm Thị Vân được lưu giữ trong nhà tù Hỏa Lò Hà Nội

## Hai lần thoát ngục
Ban cán sự Đảng Cộng sản Đông Dương phát động quần chúng đấu tranh chống thuế cư trú, thuế đèn, thuế nước. Ngày 30 tháng 5 năm 1939, bà cùng hơn một vạn nhân dân thành phố Hải Phòng tập trung tại ngã tư phố Bắc Ninh (nay là phố Lãn Ông) sau đó kéo lên toà Đốc Ký đấu tranh. Khi đoàn biểu tình đến sở Cẩm thì bị binh lính và cảnh sát đàn áp. Bà cùng Tô Hiệu và hàng trăm người khác bị bắt giữ. Sau ba tháng bị giam giữ, không có chứng cớ buộc tội, bà được trả tự do cùng những người bị bắt. Hoàng Ngân tiếp tục đi hoạt động cách mạng, được giao phụ trách công tác vận động phụ nữ Hải Phòng và cũng từ đây bắt đầu sự nghiệp hoạt động cho phong trào phụ nữ Việt Nam.
Trong những năm 1940-1941, Hoàng Ngân làm liên lạc cho các lãnh đạo cấp cao của Đảng Cộng sản Đông Dương là Trường Chinh và Hoàng Văn Thụ. Sau đó Xứ uỷ điều bà về phụ trách công tác phụ nữ ở tỉnh Hà Đông, rồi tỉnh Sơn Tây. Hoàng Ngân tham gia Ban thường vụ Hội phụ nữ giải phóng Bắc Kỳ.
Tháng 1 năm 1941, Hoàng Ngân dự hội nghị cán bộ ở Hà Đông. Cuộc họp đang tiến hành thì bị địch bao vây. Bà giúp các đồng đội trốn thoát, còn bản thân bị địch bắt. Bà bị kết án 12 năm tù và bị giam tại Hoả Lò (Hà Nội). Trong tù, Hoàng Ngân vẫn vận động anh chị em tù đấu tranh đòi cải thiện chế độ sinh hoạt, chống đàn áp, khủng bố. 
Ngày 9 tháng 3 năm 1945, Nhật đảo chính Pháp. Bà được các đồng đội bên ngoài bố trí cho vượt ngục. Trở về, bà được giao làm Bí thư Đoàn Phụ nữ cứu quốc Hà Nội, Thành ủy viên Đảng bộ thành phố Hà Nội. Trong những ngày chuẩn bị tổng khởi nghĩa Hà Nội, Hoàng Ngân tổ chức đội nữ du kích Minh Khai và tham gia tổng khởi nghĩa. Bà được nam nữ thanh niên thủ đô thời đó gọi bằng tên thân mật là chị Sáu.

## Đi đầu trong phong trào phụ nữ Việt Nam
Năm 1946, Hoàng Ngân được Xứ ủy Bắc Kỳ cử làm Bí thư Đoàn Phụ nữ cứu quốc tỉnh Hải Dương. Tại đây Hoàng Ngân tích cực củng cố cơ sở, huấn luyện cán bộ và Hải Dương được đánh giá là địa phương có phong trào phụ nữ mạnh.
Đầu năm 1947, Hoàng Ngân được bầu vào Khu uỷ khu 3, phụ trách công tác dân vận và khu hội phụ nữ. Cuối năm đó, bà được cử làm Bí thư trung ương lâm thời Đoàn Phụ nữ cứu quốc Việt Nam.
Trong Hội nghị cán bộ phụ vận toàn miền Bắc cuối năm 1947, bà được bầu làm Bí thư Ban Phụ nữ cứu quốc Bắc bộ.
Từ năm 1948 tới năm 1949, kháng chiến chống Pháp vào giai đoạn gay go ác liệt, cơ quan Hội liên hiệp phụ nữ luôn phải di chuyển đi nhiều tỉnh: Thái Nguyên, Bắc Kạn, Bắc Giang, Hà Nam... Hoàng Ngân vẫn xông xáo lo toan, duy trì liên lạc và đẩy mạnh hoạt động của phong trào phụ nữ kháng chiến.
Năm 1948, bà đã sáng lập ra tờ báo Tiếng gọi phụ nữ, tiền thân của tờ Phụ nữ Việt Nam hiện nay. Bài xã luận đầu tiên của bà đăng trang 2 số báo đầu tiên trở thành bài viết nổi tiếng đối với phụ nữ tham gia kháng chiến lúc đó.
Do bệnh tật dày vò, ngày 17 tháng 7 năm 1949, sau một cơn đau nặng, Hoàng Ngân đã qua đời tại Việt Bắc khi mới 28 tuổi.

## Đời sau tưởng nhớ
Sau khi bà mất, ngọn đồi, nơi cơ quan Trung ương Hội Phụ nữ cứu quốc Việt Nam đặt trụ sở, được mang tên Hoàng Ngân. Các tỉnh đội Hải Dương, Hưng Yên, Thái Bình đã tổ chức những đội du kích Hoàng Ngân. Tỉnh hội Hưng Yên lập một trường đào tạo cán bộ phụ nữ mang tên bà.
Hoàng Ngân được phong tặng Huân chương Kháng chiến chống Pháp hạng Nhất, Huân chương Độc lập hạng nhất. Bà được chôn cất tại huyện Đại Từ, tỉnh Thái Nguyên, sau này được đưa về nghĩa trang Mai Dịch, Hà Nội, nơi chôn cất các nhân vật lãnh đạo cao cấp. 
Ngày 3 tháng 3 năm 2008, Trung ương Hội Liên hiệp phụ nữ Việt Nam đã tổ chức truy tặng danh hiệu cao quý Anh hùng Lực lượng vũ trang nhân dân cho liệt sĩ Hoàng Ngân theo Quyết định số 1481/2007/QĐ/CTN ngày 5 tháng 12 năm 2007 của Chủ tịch nước Nguyễn Minh Triết về việc truy tặng danh hiệu Anh hùng lực lượng vũ trang nhân dân cho liệt sĩ Phạm Thị Vân (Hoàng Ngân).
Ngày 22 tháng 4 năm 2009, Trung ương Hội Liên hiệp phụ nữ Việt Nam tổ chức truy tặng danh hiệu Huân chương Hồ Chí Minh cho liệt sĩ Hoàng Ngân.
Các thành phố Nam Định (quê hương bà), Hải Phòng (nơi bà sinh và trưởng thành), Thái Nguyên (nơi bà mất) và Hà Nội (nơi bà bị tù đày) đều có phố mang tên Hoàng Ngân. Tháng 10 năm 2017, tên bà được đặt cho đường 41, Phường 16, Quận 8, Thành phố Hồ Chí Minh.